# المشاركة العربية في الألعاب الأولمبية الصيفية 1960
هذه القائمة مخصصة لتوثيق مشاركة الدول العربية في الألعاب الأولمبية الصيفية 1960، حيث شارك 203 رياضياً من قرابة 5,338 في هذه الدورة من الألعاب الأولمبية الصيفية التي أُقيمت في روما. شهدت مشاركة المغرب والسودان وتونس لأول مرة

## أصحاب الميداليات
| الميدالية | الاسم              | الرياضة     | المُسابقة                                                  | التاريخ   |
| --------- | ------------------ | ----------- | --------------------------------------------------------- | --------- |
| فضية      | عثمان السيد        | المصارعة    | المصارعة اليونانية الرومانية رجال - وزن الذبابة (−52 كلغ) | 31 أغسطس  |
| فضية      | راضي بن عبد السلام | ألعاب القوى | الماراثون                                                 | 10 سبتمبر |
| برونزية   | عبد المنعم الجندي  | الملاكمة    | وزن الذبابة (−51 كلغ)                                     | 5 سبتمبر  |
| برونزية   | عبد الواحد عزيز    | رفع الأثقال | الوزن الخفيف                                              | 8 سبتمبر  |

## مراكز الدول العربية
| الترتيب | منتخب                     | ذهبية | فضية | برونزية | المجموع |
| ------- | ------------------------- | ----- | ---- | ------- | ------- |
| 30      | الجمهورية العربية المتحدة | 0     | 1    | 1       | 2       |
| 32      | المغرب                    | 0     | 1    | 0       | 1       |
| 41      | العراق                    | 0     | 0    | 1       | 1       |
| المجموع | المجموع                   | 0     | 2    | 2       | 4       |

## المشاركون
كان عدد الرياضيين العرب المشاركين في الألعاب الأولمبية لسنة 1960 كالاَتي:
- الجمهورية العربية المتحدة (74)
- المغرب (47)
- تونس (42)
- العراق (21)
- لبنان (19)
- السودان